# Henry McLaren (2e baron Aberconway)
Henry Duncan McLaren, 2e baron Aberconway (16 avril 1879 - 23 mai 1953) est un homme politique, horticulteur et industriel britannique. Il est le fils de Charles McLaren (1er baron Aberconway) et Laura Pochin.

## Biographie
Né à Richmond upon Thames, il fait ses études au Collège d'Eton et obtient une maîtrise ès arts du Balliol College, Oxford. En 1903, il devient avocat au Lincoln's Inn.

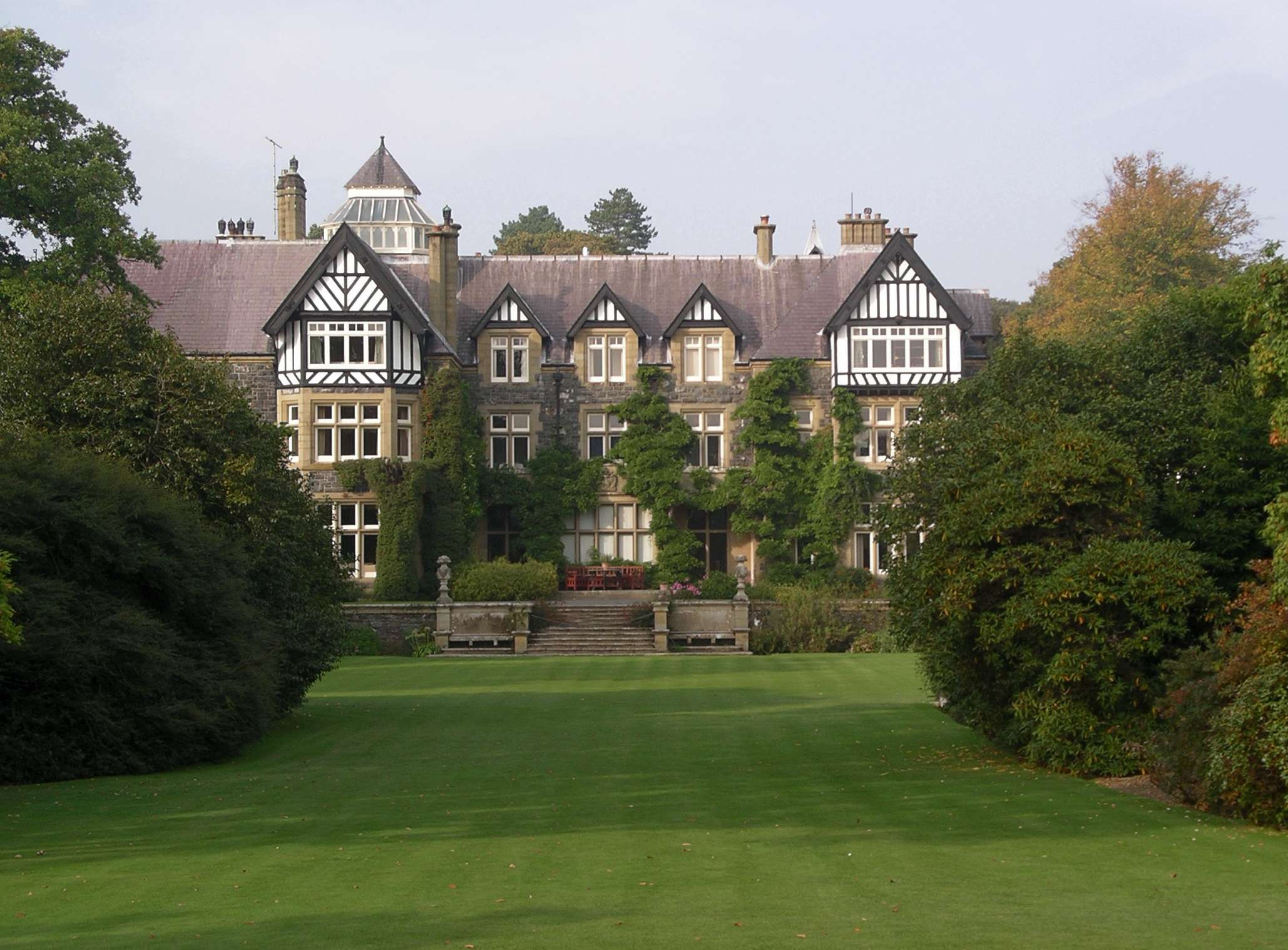
Bodnant House – un siège familial

En 1906, il est élu député du West Staffordshire sous l'étiquette libérale et est sous-secrétaire privé du président de la Chambre de commerce, David Lloyd George, jusqu'en 1908. En 1910, il se présente pour l'ancien siège de son père à Bosworth et le remplace. Il quitte la politique en 1922 et succède à son père à la baronnie en 1934.
McLaren est un industriel et préside des entreprises des deux côtés de la famille, dont John Brown & Company et la Tredegar Iron and Coal Company. En 1915, il est le président fondateur de la Design and Industries Association . Vers la fin de sa carrière politique, en 1920, il fait construire Aberconway House comme résidence à Mayfair. Il hérite également du domaine familial (à l'origine celui de son grand-père maternel) à Conwy, dans le nord du Pays de Galles, qu'il développe largement et ajoute le jardin Bodnant. Il est un horticulteur passionné et s'intéresse à l'élevage de rhododendrons et de magnolias. Il parraine plusieurs collectionneurs botaniques, dont George Forrest, et Rhododendron aberconwayi est nommé en son honneur. Il est mort à Bodnant, à l'âge de 74 ans et est enterré au mausolée appelé "Le poème" dans le jardin de Bodnant, le lieu de sépulture traditionnel des lords Aberconway.

## Famille
Il épouse Christabel Mary Melville Macnaghten (1890-1974), la fille de Melville Macnaghten, et a cinq enfants :
- Elizabeth Mary McLaren (31 mai 1911 - 4 décembre 1991), mariée et a des enfants, dont Kenneth Carlisle
- Charles McLaren (3e baron Aberconway) (1913-2003)
- John Francis McLaren (1919-1953)
- Anne McLaren (1927-2007), biologiste et membre de la Royal Society, épouse le chercheur Donald Michie et a des enfants, dont Susan Michie et Jonathan Michie
- Christopher Melville McLaren (né le 15 avril 1934), marié et a des descendants